# Kungsmyntefjädermott
Kungsmyntefjädermott (Merrifieldia baliodactyla) är en fjärilsart som beskrevs av Philipp Christoph Zeller 1841. Kungsmyntefjädermott ingår i släktet Merrifieldia, och familjen fjädermott. Enligt den finländska rödlistan är arten sårbar i Finland. Enligt den svenska rödlistan är arten nära hotad i Sverige. Arten förekommer i Götaland, Gotland, Öland, Svealand och Nedre Norrland. Artens livsmiljö är torra gräsmarker.